# Dosu Văsești
Dosu Văsești falu Romániában, Erdélyben, Fehér megyében. Közigazgatásilag Alsóvidra községhez tartozik.

## Fekvése
Alsóvidra közelében fekvő település.

## Története
Dosu Văsești egyike az Erdélyi-középhegységben fekvő, Alsóvidrához tartozó hegyoldalakon húzódó apró, mócok lakta falvainak,[forrás?] mely korábban Alsóvidra része volt. 1956 körül vált külön településsé 88 lakossal. 1966-ban 46, 1977-ben 40, 1992-ben 15, a 2002-es népszámláláskor pedig 11 román lakosa volt.